# Slike (album)
Slike drugi je i konačni studijski album zagrebačkog rock sastava Grupa 220, koji je objavljen 1975. godine, a objavila ga je diskografska kuća Suzy. Album je krenuo sa snimanjem tijekom listopada i studenoga 1974. godine, u studiju "Akademik", Ljubljana. 
Kao gost na albumu u ulozi vokala nastupa Janez Bončina u skladbi "Zlatna Vrata". Materijal predstavlja blago razočaranje u odnosu na njihovu koncertnu eksplozivnost, a jedan dio te atmosfera zabilježili su u skladbama "Čovjek-bubanj" i "Marija". 

## Popis pjesama

#### A-strana
1. "Slike" (4:57)
  - Tekst - Nenad Zubak
2. "Bijeg" (5:10)
  - Tekst - Nenad Zubak, Ivan Stančić
3. "Zlatna Vrata" (7:10)
  - Gitara - Davor Rodik
  - Vokal - Janez Bončina
  - Tekst - Husein Hasanefendić

#### B-strana
1. "Kraljica" (4:22)
  - Tekst - Husein Hasanefendić
2. "Nostalgija" (4:44)
  - Gitara - Davor Rodik
  - Tekst - Jurica Pađen
3. "Marija" (4:07)
  - Gitara - Davor Rodik
  - Tekst - Nenad Zubak, Ivan Stančić
4. "Čovjek-Bubanj" (5:03)
  - Vokal - Piko Stančić
  - Tekst - Husein Hasanefendić

## Osoblje
Grupa 220
- Nenad Zubak  - bas-gitara, vokali
- Ivan Stančić - bubnjevi
- Husein Hasanefendić  - gitara, vokali
- Jurica Pađen - prva gitara

Ostalo osoblje
- Vladimir Mihaljek Miha - produciranje
- Miro Bevc - projekcija
- Danilo Dučak, Ljubo Trifunović, Zvonimir Atletić - fotografija
- Rajko Šimunović - dizajn

## Vanjske poveznice
- Diskografija Grupe 220